# Hässelbyholm
Hässelbyholm is een kasteel in de gemeente Strangnäs.
Hässelbyholm ligt op het schiereiland Fogdön in Fogdö bij het Mälarenmeer. Het kasteelachtige, twee verdiepingen hoge hoofdgebouw in renaissancestijl werd gebouwd in de jaren 1660. Naast het hoofdgebouw bevinden zich vier vleugels, waarvan er één is versierd voor de kerk.

## Geschiedenis
Halverwege de 14e eeuw behoorde Hässelbyholm tot de abdij van Vårfruberga. Vanwege de protestantse reformatie werd het eigendom van de kroon. In 1738 werd Hässelbyholm eigendom van Christina Piper (1673–1752) weduwe van graaf Carl Piper (1647–1716). In 1747 gaf ze Hässelbyholm aan haar kleindochter, gravin Eva Charlotta Bielke en haar erfgenamen. 